# Frederick Howard, 5. hrabě z Carlisle
Frederick Howard, 5. hrabě z Carlisle (Frederick Howard, 5th Earl of Carlisle, 5th Viscount Morpeth, 5th Baron Dacre of Gillesland) (28. května 1748, Castle Howard, Anglie – 4. září 1825, Castle Howard, Anglie) byl britský státník, diplomat a spisovatel z rodu Howardů. Od mládí byl členem Sněmovny lordů, zastával funkce ministra obchodu, místokrále v Irsku a nejvyššího hofmistra.

## Kariéra
Pocházel z významného šlechtického rodu Howardů, byl synem 4. hraběte z Carlisle, po matce Isabelle Byron (1721–1795) byl spřízněn s George Gordonem Byronem (od roku 1798 byl Byronovým poručníkem). Měl dva nevlastní starší bratry, kteří zemřeli v dětství, titul hraběte z Carlisle zdědil po otci v roce 1758, po dosažení zletilosti vstoupil do Sněmovny lordů. Studoval v Etonu a Cambridge, v roce 1767 získal Řád bodláku. Do vlády se dostal v rámci Northova kabinetu, nejprve byl pokladníkem královského dvora (1777–1779), od roku 1777 zároveň členem Tajné rady. V roce 1778 byl členem komise pro urovnání sporů mezi Británií a povstalci v severní Americe. V letech 1779–1780 byl prezidentem úřadu pro obchod a v letech 1780–1782 místokrálem v Irsku. V dalších vládách zastával krátce posty nejvyššího hofmistra (1782–1783) a lorda strážce tajné pečeti (1783). Na počátku vlády Williama Pitta mladšího se stáhl do ústraní, v roce 1793 obdržel Podvazkový řád. Naposledy se veřejně angažoval v roce 1815 odporem proti obilním zákonům, poté definitivně odešel do soukromí. V letech 1780–1782 a 1799–1807 byl též lordem-místodržitelem ve východním Yorku.
Uplatnil se také jako spisovatel, byl autorem básní a divadelních her.

## Rodina
V roce 1770 se oženil s Margaret Leveson–Gower (1753–1824), dcerou 1. markýze ze Staffordu. Z jejich manželství se narodilo deset dětí, z nichž tři zemřely v dětství. Dědicem hraběcího titulu byl syn George, další syn Frederick Howard (1785–1815) padl v bitvě u Waterloo. Dcera Isabella (1771–1848) byla manželkou 1. lorda Cawdora, další dcera Elizabeth (1780-1825) se provdala za 5. vévodu z Rutlandu.